# 12565 Кеґ
12565 Кеґ (12565 Khege) — астероїд головного поясу, відкритий 16 вересня 1998 року.
Тіссеранів параметр щодо Юпітера — 3,183.